# Liste von Wandbildern in Bremerhaven
In dieser Liste von Wandbildern in Bremerhaven sind Wandbilder in Bremerhaven aufgeführt. Einige von ihnen wurden im Laufe der Jahre übermalt, zerstört, zugebaut oder zusammen mit ihrer Wand abgerissen. Dies ist jeweils unter dem Punkt Status vermerkt.
Die Liste erhebt keinen Anspruch auf Vollständigkeit, wird aber fortlaufend ergänzt.
Die Wandbilder sind nach Stadtteilen in alphabetischer Reihenfolge und Straßen sortiert.
| Ort des Wandbilds                              | Bild                                      | Titel                     | Fertiggestellt | Entwurf                                                | Ausführung                                             | Größe      | Anmerkungen | Status                           | Info  |
| ---------------------------------------------- | ----------------------------------------- | ------------------------- | -------------- | ------------------------------------------------------ | ------------------------------------------------------ | ---------- | --- | -------------------------------- | ----- |
| Geestemünde, Bismarckstraße Ecke Hartwigstraße |                                           |                           |                |                                                        |                                                        |            | Zwei Seiten des Trafohauses sind mit einem Doppelstockwagen sowie einer Frau und vier Waschbären mit Gepäck bemalt. Die beiden anderen Seiten zeigen das nahe Bahnhofsgebäude noch mit der im Krieg zerstörten Bahnsteighalle. Links fährt eine Straßenbahn ins Bild. | erhalten                         |       |
| Geestemünde, Daimlerstraße, Ecke Auf der Bult  |                                           | Grünhöfe Jam              | Juni 2025      |                                                        |                                                        |            | | erhalten                         | [ 1 ] |
| Geestemünde, Schillerstraße 36                 |                                           | Fischers Frau             | November 2016  | Jakob Tory Bardou, Holger Weißflog, Veit Tempich       | Innerfields, Berlin                                    |            | Abgebildet ist eine junge Frau (Modell: Pia Bardou) mit Smartphone und Brieftauben. Das Bild befindet sich an der Giebelseite des Hauses Schillerstr. 36, die zur Grashoffstraße ausgerichtet ist.                                                                    | erhalten                         |       |
| Lehe, Batteriestraße 6                         |                                           |                           |                |                                                        |                                                        |            | abgebildet sind maritime Motive | erhalten                         |       |
| Lehe, Eupener Straße 11                        |                                           |                           |                |                                                        |                                                        |            | Abgebildet sind auf Alltagsgegenständen surfende Kinder im All. Das Bild korrespondiert mit dem Wandbild Potsdamer Straße 8. Beide grenzen an ein unbebautes Eckgrundstück.                                                                                           | erhalten                         |       |
| Lehe, Frenssenstraße 24                        |                                           |                           |                |                                                        |                                                        |            | | erhalten                         |       |
| Lehe, Goethestraße 17                          |                                           |                           |                |                                                        |                                                        |            | bei der im Text erwähnten ESG-Lehe handelt es sich um die Eigentümerstandortgemeinschaft Lehe e.V. | erhalten                         |       |
| Lehe, Goethestraße (47)                        |                                           |                           |                |                                                        |                                                        |            | abgebildet ist ein Pfau mit aufgestellten Schwanzfedern | erhalten                         |       |
| Lehe, Goethestraße 60                          |                                           |                           |                |                                                        |                                                        |            | beschriftete Giebelwand mit einem Zitat von Goethe u. a. Worte | erhalten                         |       |
| Lehe, Goethestraße 60 (Anbau)                  |                                           |                           |                |                                                        |                                                        |            | abgebildet sind verschiedene Früchte und Trauben mit ihrem Laub vor einem bunten Band | erhalten                         |       |
| Lehe, Hafenstraße 12                           |                                           | Hafen 12                  | 2015           |                                                        |                                                        |            | abgebildet ist ein Riesentintenfisch, der mit seinen Armen nach einem Dreimaster mit zerfledderten Segeln greift | erhalten                         |       |
| Lehe, Hafenstraße 19                           |                                           |                           |                |                                                        |                                                        |            | abgebildet sind maritime Motive | erhalten                         |       |
| Lehe, Hafenstraße 142                          |                                           | Fischer mit Netz          | 2023           | Andreas Buschhardt (THOE)                              | Andreas Buschhardt, Enrico Mau, Mathias Blank          |            | | erhalten                         | [ 2 ] |
| Lehe, Potsdamer Straße 8                       |                                           |                           |                |                                                        |                                                        |            | Abgebildet sind Science Fiction-Szenen im All. Das Bild korrespondiert mit dem Wandbild Eupener Straße 11. Beide grenzen an ein unbebautes Eckgrundstück. | erhalten                         |       |
| Lehe, Rickmersstraße 79                        |                                           | Die Begegnung             | Juni 2024      | Peter Stöcker (The Cut), Pablo Fontagnier (Hombre SUK) |                                                        |            | abgebildet ist eine maritime Figur mit brennender Pfeife und Laterne | erhalten                         | [ 3 ] |
| Lehe, Wurster Straße, Hochbunker               |                                           |                           |                |                                                        | Thomas Hartmann                                        |            | zu sehen waren stehende Personen in historischer Kleidung | zerstört, Bunker 2023 abgetragen | [ 4 ] |
| Leherheide, Hans-Böckler-Straße 32             | Wandbilder am Haus Hans-Böckler-Straße 32 |                           | Juli 2024      |                                                        | Claas Wohlgemuth, Christian Aretz                      |            | abgebildet sind auf der Rückwand und den Seitenwänden des Gebäudes verschiedene Tiermotive: Austernfischer, Eisbären, Felsenpinguin „Kralli“, Pinguine, Robbe, Möwen sowie abstrakte Flächen                                                                          | erhalten                         | [ 5 ] |
| Mitte, Deichstraße 116                         |                                           |                           |                |                                                        |                                                        |            | abgebildet ist der Leuchtturm Bremerhaven Unterfeuer | erhalten                         |       |
| Mitte, Lloyd-/Ecke Barkhausenstraße            |                                           |                           | Mai 2021       | Idee: Stefan Kruecken                                  | Jakob „Tory“ Bardou, Holger Weißflog                   |            | abgebildet ist der Polarforscher Carl Koldewey mit den Forschungsschiffen Grönland und Polarstern | erhalten                         | [ 6 ] |
| Mitte, Schifferstraße 7                        |                                           | in memory off (Molenturm) | August 2022    | Stephan Dobberphul                                     | Stephan Dobberphul, Jan Hack                           | ca. 150 m² | | erhalten                         | [ 7 ] |
| Mitte, Willy-Brandt-Platz                      |                                           | -                         | September 2024 | -                                                      | Bremsky                                                | -          | An der Hochwasserschutzwand des Zoos am Meer sind abhebende Pinguine zu sehen. | erhalten                         | [ 8 ] |
| Mitte, Zeppelinstraße 1a                       |                                           |                           | Mai 2022       |                                                        | "Thoe" (Andreas Buschhardt), "Fakt 47", "Demut", "Ast" |            | abgebildet ist eine unter Wasser schwebende Frau | erhalten                         | [ 9 ] |
| Surheide, Isarstraße 58                        |                                           |                           | 2015           |                                                        |                                                        |            | Wandbild an der Surheider Grundschule | erhalten                         |       |
| Wulsdorf, Sandfahrel                           |                                           |                           |                | Eugen Schramm                                          | Eugen Schramm                                          |            | abgebildet ist Paula Modersohn (nach einem Selbstbildnis von 1906) an der Außenwand der Turnhalle der Paula-Modersohn-Schule | erhalten                         |       |

## Graffiti
Im Stadtgebiet gibt es Flächen, die legal mit Graffiti versehen sind:
- Fischereihafen – Oststraße: eine ca. 400 m lange Mauer wird jährlich von rund 50 Teilnehmenden im Rahmen eines Events besprüht
- Fischereihafen – Hoebelstraße: an der Endstation der Museumsbahn Bremerhaven-Bederkesa sind Teile einer Wand mit Graffiti versehen
- Lehe – am Durchgang zwischen der Hafenstraße 54 und 58 zur Geeste
- Mitte – Rampenstraße: Teile der Schulsporthalle sind mit Graffiti gestaltet